# بوكت أوزونر
بوكت أوزونر (بالتركية: Buket Uzuner)‏ (ولدت في عام 1955 في مدينة أنقرة) روائية تركية وكاتبة قصص ومؤلفة بأدب الرحلات.

## حياتها
تعلمت بوكت أوزونر البيولوجيا والعلوم البيئية، وأجرت دراساتها وأبحاثها في العديد من الجامعات مثل جامعة هاستيب في تركيا، والجامعة الفنية بالشرق الأوسط، وجامعات في النرويج، والولايات المتحدة الأمريكية وفنلندا. ومنذ عام 1992 احتلت كتبها مكانة في القائمة الوطنية الأكثر مبيعاً في تركيا. ونُشرت بثماني لغات مختلفة. وفي أعوام 1990 أصبحت بوكت أوزونر محررة على المنشورات الأدبية الأجنبية في دار نشر رمزي. وفي عام 1993 حازت على جائزة رواية يونس نادي عن تأليفها لرواية " صوت لآثار من الأسماك ". وفي عام 1998 حازت على جائزة رواية العام من جامعة إسطنبول وذلك عن تأليفها لرواية " الجزيرة الكستنائية الدانوب الأزرق ". ونشرت بوكت أوزونر روايتها التي تُدعى " " الجزيرة الكستنائية: الدانوب الأزرق " في اليونان بعنوان " الفالس المتوسط " وفي إسرائيل، ورومانيا، وكوريا، وفي إيطاليا بعنوان " جزيرة دي العنبر " وفي إسبانيا بعنوان " جزيرة المستودع ". ونشرت بوكت أيضاً روايتها التي تُدعى " الإسطنبوليين " في الولايات المتحدة الأمريكية وإسبانيا. وأعدت نشرها أيضاً في بلغاريا، والمجر وألبانيا. وعلاوة على ذلك نشرت بوكت أوزونر الكتاب الذي يُدعى " كأس من القهوة التركية " حيث أنه يتألف من القصص القصيرة في إنجلترا. ونشرت أيضاً رواية " سحابة بيضاء طويلة – غاليبولي" باللغة اليونانية.
كتبت بوكت أوزونر «ملاحظات على سفر سيدة سوداء الشعر» أثناء سفرها بالسكك الحديدية وحدها في أعوام 1980 وقد بٌيعت لأكثر من ثلاثمائة ألف شخصاً وجذبت الانتباه إلى ظاهرة السيدات الرحالة في مجال أدب الرحلات. وبعد ذلك كتبت بوكت أوزونر ملاحظات على سفر امرأة سوداء الشعر وذلك خلال رحلاتها التي قامت بها في ثلاث قارات وكتبت أيضاً كتب عن رحلات نيويورك.
قد قبلت جامعة ولاية ايوا بوكت أوزونر في عضوية الشرف في عام 1996.
قضت بوكت أوزونر أعوام عديدة في شمال أفريقيا، وأمريكا الشمالية، وأوروبا وتعيش حالياً في إسطنبول.

## قصصها
•	اسمي مايس (1986)
•	أبرد يوم في الشهر (1988)
•	الغجر الآكل للشمس (1989)
•	قصة عيد الميلاد (2003)
•	غاليبولي
•	الإسطنبوليين
•	الجزيرة الكستنائية: الدانوب الأزرق
•	في الطريق (2009)
•	قصة شقيقة الشعر (2003)
•	مدينة الشعراء (1994)
•	ألم الرياح الشمالية (1993)

## رواياتها
•	اثنين من كلاب الماء الأخضر، أمهاتهم، آبائهم، أحبائهم، آخرون (1991)
•	صوت آثار السمك (1992) (جائزة رواية يونس نادي عام 1993)
•	الجزيرة الكستنائية: الدانوب الأزرق (1997) (جائزة كلية الاتصالات بجامعة إسطنبول عام 1998)
•	السحاب الأبيض الطويل – غاليبولي (2001)
•	الإسطنبوليين (2007)
•	مغارات دفنة كامان الغير ملائوة للماء (2012)

## أدب الرحلات
•	ملاحظات على سيدة سوداء الشعر (1989)
•	يوميات مدينة الرومانسية (1998)
•	دفتر رحلات نيويورك (2000)

## كتب السيرة الذاتية
•	صيف الفضة، فتاة الفضة (2002)

## مقالات
•	رحلات مع سيلين وجيم (2004)
•	اسمي إسطنبول (2011)